# Mästerdetektiven Blomkvist på nya äventyr
Mästerdetektiven Blomkvist på nya äventyr ist ein schwedischer Kinderfilm von Etienne Glaser. Er basiert auf dem Theaterstück Kalle Blomkvist, Nisse Nöjd och Vicke på Vind von Astrid Lindgren.

## Handlung
Die Weiße Rose (Kalle, Anders, Eva-Lotta) und die Rote Rose (Sixten, Benka, Jonte) führen einen erbitterten Kampf um einen magischen Stein, den Großmummerich. Kalle und Sixten messen ihre Kräfte und prügeln sich, während sie von Anders, Eva-Lotta, Benka und Jonte angefeuert werden. Polizist Rudolf Rask, der die Freunde beobachtet, kommt herbeigeeilt und unterbricht den Kampf. Viel mehr hat der Polizeibeamte in der ruhigen Stadt nicht zu tun. Die Freunde verschwinden.
Später redet Rask mit Kalles reichen Tanten Hilda und Hulda Krikonblad. Er verspricht den Schwestern, dass er für ihre Sicherheit sorgt.
Als diese sich ein Bäckereifenster anschauen bindet Kalle heimlich die Röcke der beiden zusammen. Erst als sie sich wieder auf den Weg machen wollen, merken die beiden Schwestern das. Sie sehen sofort, dass Kalle, Anders und Eva-Lotta dafür verantwortlich sind. Diese beobachten die beiden Schwestern von der gegenüberliegenden Straßenseite aus. Während Hulda das Ganze sehr gelassen nimmt und lacht, schreit Hilda wütend nach der Polizei. Dann zeigt Hilda dem Polizisten, dass die Weiße Rose dafür verantwortlich ist. Hulda und der Polizist verfolgen diese, können sie aber nicht schnappen. Wenig später begleitet der Polizist die weinende Hulda ins Haus.
Kurz darauf singen die Musiker Vicke på vind und Nisse Nöjd vor dem Haus der Schwestern. Nisse spielt außerdem Gitarre, während Vicke auf der Ziehharmonika spielt. Hulda sucht Geld heraus, um es den Musikern zu geben. Doch Hilda nervt das Gesinge der Musiker. Sie sagt ihnen, dass sie sofort aufhören sollen. Die Weiße Rose und die Rote Rose beobachten das Ganze und lachen mit den Musikern über Hildas Verhalten. Dann verabschieden sich die Teenager.
Die Musiker hingegen können kaum Einnahmen verzeichnen. Sie wissen nicht, wie sie noch an Geld kommen können. Da hat Nisse eine Idee. Sie wollen Hulda entführen und für deren Freilassung eine Menge Geld erpressen. Noch in dieser Nacht soll es geschehen.
Die beiden schleichen zur Wohnung der Schwestern und brechen dort ein. Doch anstatt der lieben und gütigen Hulda kidnappen sie die zähe Tante Hilda. Sie wickeln diese in eine Decke ein und tragen diese hinaus, werden dabei aber ausgerechnet von Kalle beobachtet. Am nächsten Tag ist auch Kalle verschwunden.
Hulda erhält ein Erpresserschreiben. Von ihr wird viel Geld für die Freilassung der Schwester verlangt. Sie liest den Brief der Weißen und Roten Rose vor. Diese versuchen Hulda mit ihrem eigenen Taschengeld auszuhelfen.
Hilda ist derweil bei den Verbrechern gefangen. Sie ist wütend, schmeißt das Geschirr kaputt und meckert. Die Verbrecher sind genervt. Kalle ist ebenfalls mit eingesperrt und schreibt in sein Notizbuch.
Als die Verbrecher nachts in die Stadt schleichen, um sich das Lösegeld zu holen, werden sie von Hulda entdeckt. Diese versucht die Weiße und Rote Rose zu alarmieren, indem sie ein Indianergeheul anstimmt. Das alarmiert nicht nur die Teenager, die sich verstecken, sondern auch den Polizisten Rudolf Rask. Um den Polizisten abzulenken, machen die Verbrecher gemeinsam mit diesem Musik. Dann verabschieden sie sich und gehen zurück zu der Hütte in der sie Kalle und Hilda gefangen halten. Doch Kalle und Hilda haben bereits geplant, wie sie die beiden Verbrecher überwältigen können. Sie schaffen das, gerade als der Rest der Weißen und Roten Rose in die Hütte hereinstürmt und die Verbrecher verfolgt. Diese können von Rudolf Rask gefangen genommen werden.

## Hintergrund
Der Film basiert auf einem Theaterstück von Astrid Lindgren aus dem Jahr 1950 namens Kalle Blomkvist, Nisse Nöjd och Vicke på Vind. Das Theaterstück wurde erstmals in einer Sammlung von mehreren Theaterstücken, namens Pjäser för barn och ungdom – andra samlingen veröffentlicht. In dem Fernsehtheaterstück löst Astrid Lindgrens Figur Kalle Blomkvist gemeinsam mit seinen Freunden der weißen Rose einen Fall. Der Film wurde erstmals 1966 im Fernsehen ausgestrahlt. Auch später wurde das Theaterstück unter verschiedenen Titeln, wie Kalle Blomqvist, Nisse Nöjd och Vicke på Vind, Som dom gör i Amerika (Kurzfassung in einem Akt) oder Mästerdetektiven Blomqvist auf den schwedischen Theaterbühnen gezeigt.